# Rejon jelnikowski
Rejon jelnikowski (ros. Ельниковский район, moksza Ельниконь аймак) – jednostka administracyjna wchodząca w skład Republiki Mordowii w Rosji.
26,5 tys. hektarów zajmują lasy (głównie liściaste: dąb, brzoza, lipa, osika, olcha, klon, jesion). W granicach rejonu usytuowane są m.in. wsie: Jelniki (centrum administracyjne rejonu), Akczejewo, Bolsze Mordowskie Poszaty, Kańguszi, Mordowsko-Maskińskie Wysiełki, Nadieżdino, Nowodiewicie, Nowonikolskoje, Nowojamska Słoboda, Starodiewicie.